# HD 18970
HD 18970 är en ensam stjärna belägen i den norra delen av stjärnbilden Perseus, som också har Bayer-beteckningen k Persei. Den har en  skenbar magnitud av ca 4,77 och är svagt synlig för blotta ögat där ljusföroreningar ej förekommer. Baserat på parallaxmätning inom Hipparcosuppdraget på ca 15,5 mas, beräknas den befinna sig på ett avstånd på ca 211 ljusår (ca 65 parsek) från solen. Den rör sig närmare solen med en heliocentrisk radialhastighet på ca -46 km/s.

## Egenskaper
HD 18970 är en gul till orange jättestjärna av spektralklass G9.5 V. Den har en massa som är ca 1,5 solmassor, en radie som är ca 11 solradier och har ca 63 gånger solens utstrålning av energi från dess fotosfär vid en effektiv temperatur av ca 4 900 K.